# Warberg IC
Warberg IC (vollständiger Name: Innebandyclub, kurz: WIC) ist ein schwedischer Sportverein aus Varberg aus der gleichnamigen Gemeinde. Die Herrenmannschaft spielt in der Svenska Superligan, der höchsten schwedischen Spielklasse im Unihockey.

## Geschichte
Der Verein wurde am 8. November 1985 gegründet. Zwischen 2000 und 2015 konnte sich Warberg immer für die Playoffs qualifizieren. Die Herren konnten bisher viermal, nämlich 1998, 2005, 2007, 2008, die schwedische Meisterschaft gewinnen. Zudem stand man 2001, 2003, 2009 und 2011 im Finale der Svenska Superligan. Den begehrten Champions Cup konnte der Warberg IC dreimal gewinnen. Damit zählt Warberg zu den erfolgreichsten Mannschaft im schwedischen Unihockey.
Trotz der sportlichen Erfolge stieg Warberg nach der Saison 2016/17 in die Allsvenskan ab.

## Stadion
Die Mannschaften von Höllviken spielen nach Möglichkeit in der Sparbankshallen. Sie verfügt über eine Kapazität von 2200 Plätzen. Alternativ steht dem Verein das Sparbanken Wictory Center zur Verfügung, welches Platz für 900 Zuschauer bietet.

## Erfolge und Statistiken

### Erfolge
- 4-mal Schwedischer Meister: 1998, 2005, 2007, 2008
- 4-mal Schwedischer Vizemeister: 2001, 2003, 2009, 2011
- 3-mal Champions Cup: 1998, 1999, 2006

### Statistiken

#### Zuschauer
| Jahr    | ø   |
| ------- | --- |
| 2015/16 | 953 |
| 2016/17 | 893 |

#### Topscorer
| Jahr    | Name             | Sp | T  | A  | P  |
| ------- | ---------------- | -- | -- | -- | -- |
| 2015/16 | Rikard Eriksson  | 22 | 25 | 35 | 60 |
| 2016/17 | Daniel Karlander | 31 | 33 | 20 | 53 |